# Seymour W. Duncan
Pour les articles homonymes, voir Duncan.
Seymour W. Duncan, né le 11 février 1951 à New Jersey aux États-Unis, est un guitariste américain. Il est célèbre pour avoir fondé l'entreprise Seymour Duncan qui conçoit des micros pour guitare électrique et guitare basse. Il a participé à de nombreux albums notamment en tant que bassiste et guitariste.

## Albums
| Année | Album                                   | Label                                | Credit                     |
| ----- | --------------------------------------- | ------------------------------------ | -------------------------- |
| 1975  | Home of the Brave                       | Chris Rainbow                        | Basse                      |
| 1978  | Looking Over My Shoulder                | Chris Rainbow                        | Basse                      |
| 1992  | East Side Story                         | Kid Frost                            | Guitare, Ingénieur, Mixage |
| 1993  | American Music                          | Bugs Henderson and the Shuffle Kings | Invité                     |
| 1996  | 1996                                    | Merle Haggard                        | Guitare électrique         |
| 1997  | Guitar Zeus, Vol. 2: Channel Mind Radio | Carmine Appice's Guitar Zeus         |                            |
| 1998  | Lost Years                              | Dave Mendenhall                      | Guitare                    |
| 2000  | Best of Chris Rainbow, 1972-1980        | Chris Rainbow                        | Guitare                    |
| 2006  | Ultimate Guitar Zeus                    | Carmine Appice Project               | Guitare                    |

## Sources
- (en) Cet article est partiellement ou en totalité issu de l’article de Wikipédia en anglais intitulé « Seymour W. Duncan » (voir la liste des auteurs).